# Prix Henri-Levesque
Le prix Henri-Levesque est une course hippique de trot attelé se déroulant au mois d'avril sur l'hippodrome de Vincennes.
C'est une course de Groupe II réservée aux juments de 5 ans ayant gagné au moins 45 000 € (conditions en 2025). Avant 2022, la course était mixte. Son équivalent pour les mâles devient alors le prix Robert-Auvray, disputé le même jour, auparavant mixte.
Elle se court sur la distance de 2 700 mètres (grande piste), départ volté. L'allocation s'élève à 120 000 €, dont 54 000 € pour le vainqueur.
L'épreuve honore la mémoire d'Henri Levesque, propriétaire, éleveur et driver de trotteurs, né le 24 juin 1908 à Vindefontaine (Manche) et mort le 28 décembre 1978 à Beuzeville-la-Bastille (Manche). Les champions Masina, Roquépine, Upsalin et Hadol du Vivier sont notamment issus de son élevage. Créé en 1981, le prix Henri-Levesque prend alors la place dans le calendrier du prix Pro-Patria, moins bien doté.

## Palmarès
Avant 2022, la course était ouverte aux mâles.
| Année | Cheval                                                         | Père                                                           | Driver                                                         | Entraîneur                                                     | Réd.km                                                         |
| ----- | -------------------------------------------------------------- | -------------------------------------------------------------- | -------------------------------------------------------------- | -------------------------------------------------------------- | -------------------------------------------------------------- |
| 2025  | Kana de Beylev                                                 | Express Jet                                                    | Benjamin Rochard                                               | William Bigeon                                                 | 1'12"9                                                         |
| 2024  | Jewelcandle Fac                                                | Prodigious                                                     | Damien Bonne                                                   | Damien Bonne                                                   | 1'13"                                                          |
| 2023  | Iroise de la Noé                                               | Tornado Bello                                                  | Thomas Levesque                                                | Thomas Levesque                                                | 1'11"7                                                         |
| 2022  | Happy Valley                                                   | Royal Dream                                                    | Jean-Philippe Dubois                                           | Philippe Moulin                                                | 1'12"8                                                         |
| 2021  | Gu d'Héripré                                                   | Coktail Jet                                                    | Franck Nivard                                                  | Philippe Billard                                               | 1'11"2                                                         |
| 2020  | Course non disputée (confinement dû à la pandémie de Covid-19) | Course non disputée (confinement dû à la pandémie de Covid-19) | Course non disputée (confinement dû à la pandémie de Covid-19) | Course non disputée (confinement dû à la pandémie de Covid-19) | Course non disputée (confinement dû à la pandémie de Covid-19) |
| 2019  | Enino du Pommereux                                             | Coktail Jet                                                    | Matthieu Abrivard                                              | Sylvain Roger                                                  | 1'11"                                                          |
| 2018  | Délia du Pommereux                                             | Niky                                                           | Sylvain Roger                                                  | Sylvain Roger                                                  | 1'11"6                                                         |
| 2017  | Carat Williams                                                 | Prodigious                                                     | David Thomain                                                  | Sébastien Guarato                                              | 1'10"8                                                         |
| 2016  | Baltic Charm                                                   | Password                                                       | Éric Raffin                                                    | Sébastien Guarato                                              | 1'11"                                                          |
| 2015  | Amiral Sacha                                                   | Ganymède                                                       | Gabriele Gelormini                                             | Florent Lamare                                                 | 1'11"1                                                         |
| 2014  | Voltigeur de Myrt                                              | Opus Viervil                                                   | Éric Raffin                                                    | Roberto Donati                                                 | 1'11"5                                                         |
| 2013  | Univers de Pan                                                 | Kenya du Pont                                                  | Philippe Daugeard                                              | Philippe Daugeard                                              | 1'11"2                                                         |
| 2012  | Tornade du Rib                                                 | Ganymède                                                       | David Thomain                                                  | Joël Hallais                                                   | 1'11"7                                                         |
| 2011  | Sun Céravin                                                    | Mon Premier Céhère                                             | Franck Nivard                                                  | Vincent Renault                                                | 1'12"                                                          |
| 2010  | Rocklyn                                                        | Love You                                                       | Julien Dubois                                                  | Philippe Moulin                                                | 1'12"1                                                         |
| 2009  | Quaker Jet                                                     | Love You                                                       | Pierre Vercruysse                                              | Jean-Étienne Dubois                                            | 1'10"9                                                         |
| 2008  | Pim Quick                                                      | Jasmin de Flore                                                | Michel Lenoir                                                  | Michel Lenoir                                                  | 1'13"1                                                         |
| 2007  | Offshore Dream                                                 | Rêve d'Udon                                                    | Pierre Levesque                                                | Pierre Levesque                                                | 1'14"3                                                         |
| 2006  | Neutron du Cébé                                                | Chaillot                                                       | Jules Lepennetier                                              | Patrick Orriére                                                | 1'11"8                                                         |
| 2005  | Mage de la Mérité                                              | Écho                                                           | Pierre Levesque                                                | Yannick Alain Briand                                           | 1'13"5                                                         |
| 2004  | Love You                                                       | Coktail Jet                                                    | Jean-Pierre Dubois                                             | Jean-Pierre Dubois                                             | 1'13"6                                                         |
| 2003  | Kiwi                                                           | Coktail Jet                                                    | Jos Verbeeck                                                   | Fabrice Souloy                                                 | 1'13"2                                                         |
| 2002  | Jézabelle des Bois                                             | Battling Joe                                                   | Jean-Michel Bazire                                             | Jean-Michel Bazire                                             | 1'13"7                                                         |
| 2001  | Insert Gédé                                                    | Jet du Vivier                                                  | Yves Dreux                                                     | Jean-Luc Bigeon                                                | 1'12"6                                                         |
| 2000  | Hermès de Péricard                                             | Workaholic                                                     | Alain Laurent                                                  | Alain Laurent                                                  | 1'14"3                                                         |
| 1999  | Giant Cat                                                      | Quito de Talonay                                               | Nicolas Roussel                                                | Nicolas Roussel                                                | 1'16"2                                                         |
| 1998  | Fière Lady                                                     | Quiton                                                         | Jos Verbeeck                                                   | Laurent-Claude Abrivard                                        | 1'15"9                                                         |
| 1997  | Écho                                                           | Qlorest du Vivier                                              | Jean-Étienne Dubois                                            | Jean-Étienne Dubois                                            | 1'15"1                                                         |
| 1996  | Défi d'Aunou                                                   | Armbro Goal                                                    | Jean-Étienne Dubois                                            | Jean-Étienne Dubois                                            | 1'19"6                                                         |
| 1995  | Coktail Jet                                                    | Quouky Williams                                                | Jean-Étienne Dubois                                            | Jean-Étienne Dubois                                            | 1'16"7                                                         |
| 1994  | Bahama                                                         | Quito de Talonay                                               | Jean-Pierre Dubois                                             | Jean-Pierre Dubois                                             | 1'15"9                                                         |
| 1993  | Arnaqueur                                                      | Fakir du Vivier                                                | Karim Hawas                                                    | Ali Hawas                                                      | 1'16"                                                          |
| 1992  | Vizir Pont Vautier                                             | Manay Port                                                     | Jean-Philippe Dubois                                           | Jean-Philippe Dubois                                           | 1'16"7                                                         |
| 1991  | Uzo Charmeur                                                   | Moktar                                                         | Paul Viel                                                      | Paul Viel                                                      | 1'16"5                                                         |
| 1990  | Ténor de Baune                                                 | Le Loir                                                        | Jean-Baptiste Bossuet                                          | Jean-Baptiste Bossuet                                          | 1'15"7                                                         |
| 1989  | Sancho Pança                                                   | Chambon P                                                      | Joël Hallais                                                   | Joël Hallais                                                   | 1'17"1                                                         |
| 1988  | Rainbow Runner                                                 | Fakir du Vivier                                                | Jean-Philippe Dubois                                           | Jean-Pierre Dubois                                             | 1'17"1                                                         |
| 1987  | Quartz                                                         | Granit                                                         | Jean-Claude Hallais                                            | Jean-Claude Hallais                                            | 1'17"6                                                         |
| 1986  | Potin d'Amour                                                  | Chambon P                                                      | Jan Kruithof                                                   | Jan Kruithof                                                   | 1'18"                                                          |
| 1985  | Ourasi                                                         | Greyhound                                                      | Jean-René Gougeon                                              | Jean-René Gougeon                                              | 1'17"7                                                         |
| 1984  | Noble Atout                                                    | Ura                                                            | Jan Kruithof                                                   | Jan Kruithof                                                   | 1'19"2                                                         |
| 1983  | Minou du Donjon                                                | Quioco                                                         | Michel Roussel                                                 | Jean-Lou Peupion                                               | 1'17"9                                                         |
| 1982  | L'Alezan                                                       | Apaty                                                          | Michel Lenoir                                                  | René Veslard                                                   | 1'16"4                                                         |
| 1981  | Kisin                                                          | Vallenay                                                       | Léopold Verroken                                               | Léopold Verroken                                               | 1'19"3                                                         |

## Sources
- Pour les conditions de course et le palmarès : site de la SETF